# Eurocopter EC635
El Eurocopter EC365 és un helicòpter militar lleuger fabricat pel Grup Eurocopter a partir de l'helicòpter civil Eurocopter EC135. És un helicòpter bimotor capaç de transportar fins a vuit persones, incloent-hi els pilots, així com diferents tipus d'equipament militar i armament. El EC635 es comercialitza com a helicòpter per a transport de tropes, evacuació mèdica, transport de càrregues i suport.

## Variants
EC635 T1
Certificat el 2001, amb el mateix disseny que l'EC135 T1, però amb reforços estructurals a la cabina i equipat amb dos motors Turbomeca Arrius 2B2.
EC635 P2Equipat amb dos motors Pratt & Whitney Canada PW206B2.
EC635 T2Equipat amb dos motors Turbomeca Arrius 2B2.
EC635 P2+certificat el 2006, amb el mateix disseny que el EC135 T2+, però amb reforços estructurals a la cabina i equipat amb dos motors PW206B2.
EC635 T2+Certificat el 2006, amb el mateix disseny que el EC135 P2+, però amb reforços estructurals a la cabina i equipat amb dos motors Arrius 2B2.

## Usuaris
Iraq
- Força Aèria Iraquiana: Està previst que incorporin un total de 24 EC635.[1]

 Jordània
- Reial Força Aèria Jordana: opera un total de 14× EC635 T2s.[2]

 Suïssa
- Forces Aèries de Suïssa: opera un total de 18 EC635 P2+ i 2 EC635 P2+(VIP) des de març del 2008, reemplaçant els Aérospatiale Alouette III.[3][4]